# Albanyà
Albanyà è un comune spagnolo di 99 abitanti situato nella comunità autonoma della Catalogna.

## Storia
La zona è abitata fin dai tempi preistorici, come dimostrano i reperti archeologici nel sito della grotta della Pólvora e la tomba megalitica della cista della Creu de Principi.
Il nome di Albanyà appare per la prima volta nella forma Albanianum nell'844, in un documento del re franco Carlo il Calvo a favore dell'abate Dòmnul, che lì aveva fondato nell'820 uno dei monasteri benedettini più antichi della Catalogna, San Pietro d'Albanyà, che, a partire dall'869, dipenderà dall'abbazia di Santa Maria di Arles, nella comarca di Vallespir.

### Simboli
Stemma
Approvato il 20 marzo 1992 e pubblicato sul Diari Oficial de la Generalitat de Catalunya (DOGC) n. 1575 del 30 dello stesso mese.
Le chiavi di San Pietro sono l'attributo del patrono del paese. Al di sopra, il rocco azzurro su campo d'oro proviene dall'arma parlante dei Rocabertí, signori del luogo.
Bandiera
La bandiera, rettangolare di proporzioni 2:3, è rossa, con un rombo blu nel centro, separato dai bordi da una distanza di 1/6 dell'altezza della bandiera. Su tutto, una banda gialla incrociata sopra una sbarra bianca, entrambe larghe un 1/6 dell'altezza della bandiera.